# Noël Foré
Noël Foré (Adegem, 23 de diciembre de 1932 — Gante, 16 de febrero de 1994), fue un ciclista de ruta belga, profesional entre los años 1956 y 1968.
Es recordado por ganar los 2 de los 5 monumentos del ciclismo: la París-Roubaix de 1959, frente a sus compatriotas belgas Gilbert Desmet y Marcel Janssens, y el Tour de Flandes de 1963, ante Frans Melckenbeeck y Tom Simpson.
Otros de sus éxitos conseguidos como profesional fueron el A Través de Flandes de 1957, la Gante-Wevelgem de 1958,  la  Kuurne-Bruselas-Kuurne y la E3 Harelbeke de 1963. Además, Foré terminó 3.º en la carrera de ruta del Campeonato Mundial de 1959, detrás de André Darrigade de Francia y Michele Gismondi de Italia.
Fue 3.º, empatado con Rik Van Looy, en el trofeo Super Prestige Pernod a mejor ciclista del año en 1959.
En su honor y memoria hay un monumento conmemorativo en la piscina municipal (Oostveldstraat) de Eeklo.

## Palmarés
| 1956 - 1 etapa en la Vuelta a los Países Bajos 1957 - Circuito de las Ardenas Flamencas– Ichtegem - A través de Bélgica - Omloop Mandel-Leie-Schelde 1958 - Vuelta a Bélgica, más 1 etapa - Gante-Wevelgem 1959 - París-Roubaix - Halle-Ingooigem - 3.º en el Campeonato del Mundo en Ruta . - 3.º Super Prestige Pernod (empatado con Rik Van Looy) | 1962 - Vuelta a Bélgica - 3 etapas de la París-Niza 1963 - Kuurne-Bruselas-Kuurne - E3 Prijs Vlaanderen-Harelbeke - Tour de Flandes - 1 etapa de la Vuelta a Bélgica 1967 - Vuelta a Colonia |

## Resultados

### Grandes Vueltas
| Carrera | Carrera         | 1956 | 1957 | 1958 | 1959 | 1960 | 1961 | 1962 | 1963 | 1964 | 1965 | 1966 | 1967 | 1968 |
| ------- | --------------- | ---- | ---- | ---- | ---- | ---- | ---- | ---- | ---- | ---- | ---- | ---- | ---- | ---- |
|         | Giro de Italia  | —    | —    | —    | —    | —    | —    | —    | —    | —    | —    | —    | —    | —    |
|         | Tour de Francia | —    | —    | Ab.  | —    | —    | —    | —    | Ab.  | —    | —    | —    | —    | —    |
|         | Vuelta a España | —    | —    | —    | —    | Ab.  | —    | —    | —    | —    | —    | —    | —    | —    |

### Clásicas, Campeonatos y JJ. OO.

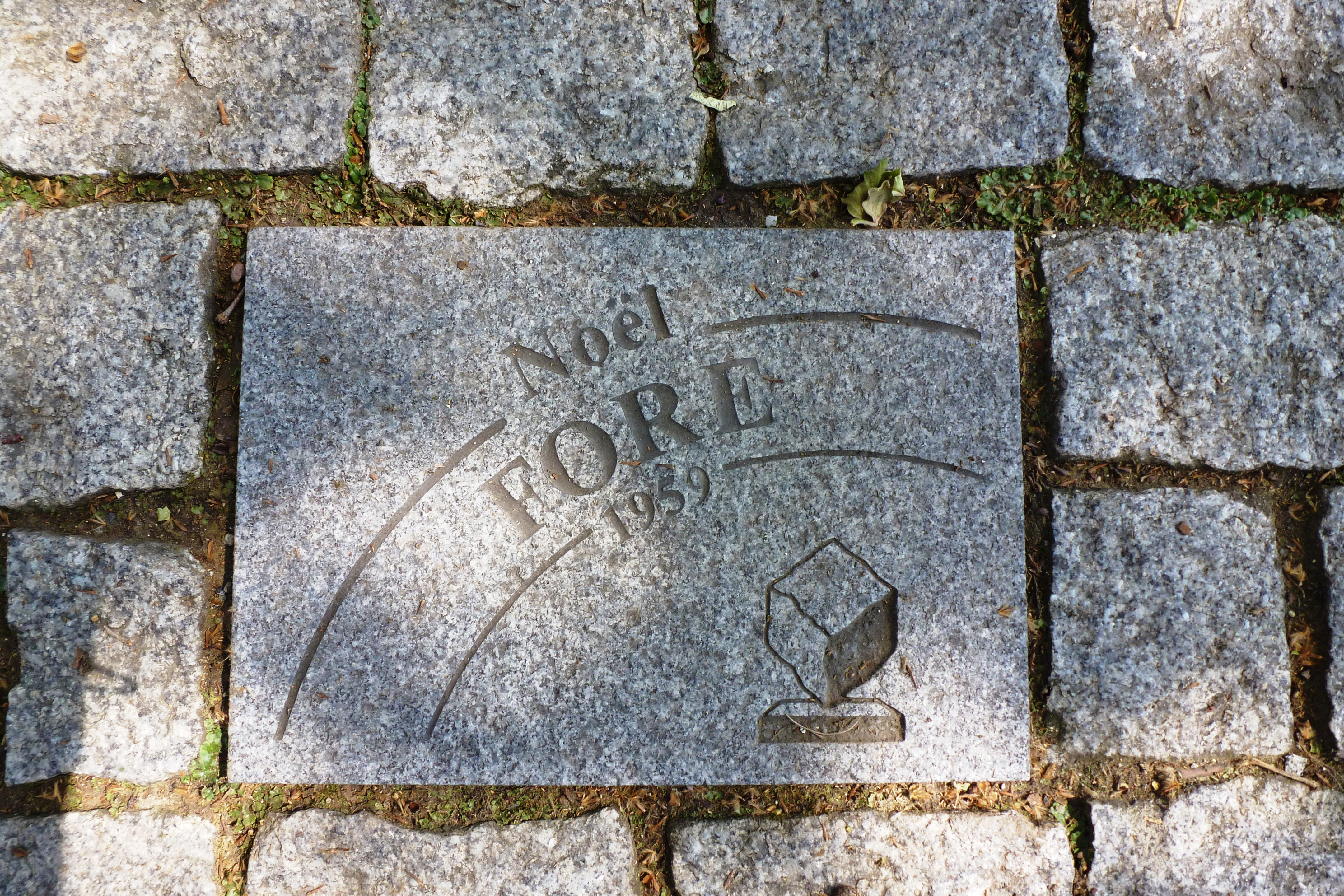
Losa de pavimento (´pavé´) dedicada a Noël Foré, en la avenida Charles Crupelandt de Roubaix por su victoria en la edición de 1959.

| Carrera                | Carrera                | 1956 | 1957 | 1958 | 1959 | 1960 | 1961 | 1962 | 1963 | 1964 | 1965 | 1966 | 1967 | 1968 |
| ---------------------- | ---------------------- | ---- | ---- | ---- | ---- | ---- | ---- | ---- | ---- | ---- | ---- | ---- | ---- | ---- |
| Omloop Het Nieuwsblad  | Omloop Het Nieuwsblad  | —    | 14.º | 5.º  | 17.º | —    | —    | —    | 59.º | —    | —    | 9.º  | 44.º | 34.º |
| Kuurne-Bruselas-Kuurne | Kuurne-Bruselas-Kuurne | —    | —    | —    | —    | —    | —    | —    | 1.º  | —    | —    | —    | 15.º | —    |
|                        | Milan San Remo         | —    | —    | —    | 30.º | 15.º | —    | —    | —    | 31.º | —    | —    | —    | —    |
| A Través de Flandes    | A Través de Flandes    | —    | 1.º  | —    | —    | 4.º  | —    | —    | —    | —    | —    | —    | —    | —    |
| E3 Harelbeke           | E3 Harelbeke           | —    | —    | 8.º  | —    | —    | 14.º | —    | 1.º  | —    | —    | —    | 18.º | —    |
| Gante-Wevelgem         | Gante-Wevelgem         | —    | 18.º | 1.º  | —    | 28.º | —    | —    | 35.º | 9.º  | —    | 11.º | 6.º  | 80.º |
|                        | Tour de Flandes        | —    | —    | —    | —    | 31.º | 13.º | 4.º  | 1.º  | 28.º | 30.º | 13.º | 2.º  | —    |
| Scheldeprijs           | Scheldeprijs           | —    | —    | —    | —    | —    | —    | —    | —    | —    | —    | —    | 14.º | —    |
|                        | París-Roubaix          | —    | 37.º | 51.º | 1.º  | 15.º | 19.º | —    | 12.º | 14.º | 9.º  | —    | 44.º | —    |
| Flecha Brabanzona      | Flecha Brabanzona      | —    | —    | —    | —    | —    | —    | —    | —    | 47.º | 14.º | —    | —    | —    |
| Flecha Valona          | Flecha Valona          | —    | —    | 11.º | 10.º | —    | —    | —    | 38.º | —    | —    | 14.º | 13.º | 37.º |
|                        | Lieja-Bastoña-Lieja    | —    | —    | —    | —    | —    | —    | 6.º  | —    | —    | —    | —    | —    | —    |
| GP de Zúrich           | GP de Zúrich           | —    | —    | —    | —    | —    | —    | —    | —    | —    | —    | —    | —    | 12.º |
| París-Tours            | París-Tours            | —    | —    | —    | —    | —    | —    | —    | —    | —    | —    | 6.º  | —    | 8.º  |
| Mundial en Ruta        | Mundial en Ruta        | —    | —    | 3.º  | Ab.  | —    | —    | —    | —    | —    | —    | —    | —    | —    |
| Bélgica en Ruta        | Bélgica en Ruta        | —    | —    | —    | —    | 16.º | 18.º | —    | 45.º | 12.º | —    | —    | 17.º | —    |